# آوازهای سرزمین من
آوازهای سرزمین من، فیلمی سینمایی محصول مشترک ایران و لبنان ساخته سال ۲۰۱۴ میلادی به کارگردانی عباس رافعی و تهیه‌کنندگی امیرحسین شریفی است.

## ساخت
این فیلم که داستان آن در بستر اقدامات گروه موسوم به دولت اسلامی اتفاق می‌افتد، به سفارش مرکز بین‌الملل رادیو و تلویزیون دولتی ایران و به زبان عربی و با بازیگران لبنانی، سوری و مصری ساخته شده‌است.
بخش زیادی از فیلمبرداری این فیلم در جنوب لبنان انجام گرفته‌است ولی بخش‌هایی از فیلم، شامل صحنه‌های بزرگ انفجار، در ایران و در شهرستان رباط کریم فیلمبرداری شده‌است.
جمیله بوپاشا، از چریک‌های جبهه آزادیبخش الجزایر که در فرانسه شکنجه شده بود، در صحنه فیلمبرداری در رباط کریم حاضر بود.

## خلاصهٔ داستان
داستان فیلم ماجرای یک پسر مسلمان و دختر مسیحی را روایت می‌کند که خشونت‌های پیکارجویان داعش بر روابط عاشقانه آن‌ها سایه می‌اندازد و از یک داستان واقعی گرفته شده که در روستای «ربله» در کشور سوریه اتفاق افتاده‌است.